# فايز الخوري
فايز الخوري، (1895- 27 حزيران 1959) سياسي سوري ورجل قانون، تولى وزارة الخارجية السورية خلال الحرب العالمية الثانية وعُيّن سفيراً في موسكو ثمّ في واشطن وأخيراً في لندن حتى عام 1956. وهو أحد قادة الكتلة الوطنية التي حاربت الانتداب الفرنسي في سورية ومن أبرز مُشرعي الدستور السوري لعام 1928. وهو الشقيق الأصغر لفارس الخوري، رئيس الحكومة السورية في أربعينيات وخمسينيات القرن العشرين.

## البداية
وُلد لأسرة مسيحية أصلها من قرية الكفير الواقعة على سفح جبل حرمون. جاء مع شقيقه الأكبر فارس الخوري إلى دمشق وتوجه بعدها للدراسة في الجامعة الأميركية في بيروت، ومن ثم إلى معهد الحقوق في إسطنبول. وقد سيق إلى الخدمة الإلزامية في الجيش العثماني وخدم في جبهة القوقاز قبل أن يتم إلقاء القبض عليه بتهمة الانتماء إلى المنتدى الأدبي ومعارضة الدولة العثمانية. دخل السجن في 10 كانون الثاني 1916 ومَثَل أمام الديوان الحربي في مدينة عاليه بجبل لبنان الذي أمر بإطلاق سراحه نظراً لصغر سنه وإكراماً لشقيقه فارس الخوري الذي كان قد انتُخب نائباً في مجلس المبعوثان خلال الحرب العالمية الأولى.

## نشاطه في الكتلة الوطنية
بعد انتهاء الحرب سافر إلى فرنسا لدراسة القانون وعاد إلى دمشق مستشاراً في محكمة النقض ومُدرّساً لمادة القانون الروماني في الجامعة السورية. انتسب إلى الكتلة الوطنية التي كان شقيقه فارس الخوري من مؤسسيها وانتُخب مُشرعاً في الجمعية التأسيسية المُكلّفة بوضع أول دستور جمهوري للبلاد سنة 1928. لعب فايز الخوري دوراً محورياً في صياغة مواد الدستور مع زميله في كلية الحقوق فوزي الغزي، ووضعوا دستوراً عصرياً ووطنياً لا ذكر فيه للانتداب الفرنسي الذي كان قد فُرض بقوة السلاح على سورية منذ عام 1920. وقد أصر كلّ من فايز الخوري وفوزي الغزي على إعطاء صلاحيات دستورية كاملة لرئيس الجمهورية السورية المُنتخب بدلاً من المندوب السامي الفرنسي ورفض الاعتراف بحدود سورية الحالياً الناتجة عن اتفاقية سايكس بيكو، مما أغضب حكومة الانتداب. فطالبتهم بحذف أو تعديل المواد الإشكالية وعندما جاء رفضهم الانصياع لتلك الأوامر والإملاءات، صدر قرار فرنسي بحل الجمعية التأسيسية وتعطيل الدستور إلى أجل غير مسمى.

## وزيراً في حكومة الحفار
وصلت الكتلة الوطنية إلى الحكم مع نهاية عام 1936، بعد توقيعها على معاهدة مع الحكومة الفرنسية، أعطيت بموجبها الجمهورية السورية استقلالها التدريجي مقابل سلسلة من الاتفاقيات العسكرية والاقتصادية والثقافية. انتُخب نائباً عن دمشق عام 1932م، وشارك في الانتخابات التي تمت داخل البرلمان وأوصلت شقيقه إلى رئاسة المجلس النيابي وهاشم الأتاسي إلى سدة الرئاسة الأولى. وفي نفس السنة، تم انتخاب الخوري نقيباً للمحامين.
سُمّي وزيراً للخارجية في حكومة الرئيس لطفي الحفار يوم 23 شباط 1939. جاء إلى الحكم في ظلّ تأزم العلاقات السورية الفرنسية بسبب رفض البرلمان الفرنسي التصديق على معاهدة عام 1936، خوفاً من تراجع نفوذ باريس في منطقة الشرق الأوسط وشمال أفريقيا. وعند استقالة حكومة لطفي الحفار في 5 نيسان 1939 عاد الخوري إلى عمله في جامعة دمشق وانتُخب عميداً لكلية الحقوق، خلفاً لشقيقه الرئيس فارس الخوري.

## الخوري وزيراً في عهد الشيخ تاج
في منتصف الحرب العالمية الثانية وصلت قوات فرنسا الحرة إلى سورية لتحريرها من حكم ألمانيا النازية، وسُمّي تاج الدين الحسني رئيساً للجمهورية سنة 1941. وقد أوعز شارل ديغول، قائد قوات فرنسا الحرة، بإعطاء الشعب السوري استقلاله عن الانتداب، مع شرط بقاء جيوش الحلفاء في سورية حتى انتهاء الحرب في أوروبا. شُكلت حكومة وطنية برئاسة حسن الحكيم عُيّن فيها وزيراً للخارجية، ممثلاً عن الكتلة الوطنية. وبعث برسائل إلى كافة رؤساء وملوك العالم، معلناً استقلال سورية وتم تبادل العلاقات الدبلوماسية بين دمشق وكلّ من بريطانيا واليونان وإيران ومصر والسعودية والعراق. وقد حافظ الخوري على منصبه في كافة الحكومات التي تعاقبت على عهد الشيخ تاج، من حسن الحكيم (أيلول – نيسان 1942) إلى حسني البرازي (نيسان 1942 – كانون الثاني 1943) وصولاً إلى جميل الأُلشي، الذي عُيّن رئيساً للحكومة قبل أيام معدودة من وفاة رئيس الجمهورية في 17 كانون الثاني 1943. وعند تشكيل حكومة الأُلشي وتسلّمه رئاسة الدولة بالوكالة، أبقى على فايز الخوري في منصبه وزيراً للخارجية من كانون الثاني وحتى آذار 1943.

## سفيراً في عهد الرئيس شكري القوتلي
في صيف عام 1943، أُجريت انتخابات برلمانية ورئاسية في سورية، أوصلت شكري القوتلي إلى الحكم، وأعادت فارس الخوري إلى رئاسة المجلس النيابي. قام القوتلي بتعيين فايز الخوري سفيراً في موسكو برتبة وزير مفوض، حيث قدم أوراق اعتماده لجوزيف ستالين وأشرف على دعوة وزير خارجية الإتحاد السوفيتي فياتشيسلاف مولوتوف إلى دمشق. وبعد جلاء الجيوش الفرنسية عن سورية في 17 نيسان 1946، نُقل فايز الخوري سفيراً في الولايات المتحدة في عهد الرئيس هاري ترومان عام 1947م، وسُمّي عضواً في الوفد السوري الدائم في الأمم المتحدة، الذي كان شقيقه فارس الخوري يترأسه منذ أيار 1945. وخلال فترة تواجده في واشنطن، اجتمع الخوري بالرئيس ترومان وعارض قرار تقسيم فلسطين الصادر عن الجمعية العامة للأمم المتحدة، كما عَمل مستشاراً لدى البنك الدولي.
بقي الخوري في واشنطن حتى عام 1952، بعيداً عن مسرح الأحداث في سورية الذي شهد سلسلة من الانقلابات العسكرية ابتداءً من العام 1949. لم يتعرض له أحد من الضباط، بالرغم من قربه من الرئيس شكري القوتلي الذي أُطيح به في آذار عام 1949، وجُدّدت مهمته في واشنطن من قبل قائد الانقلاب الأول حسني الزعيم والثاني سامي الحناوي والثالث أديب الشيشكلي، الذي عينه سفيراً في لندن سنة 1952. قدم الخوري أوراق اعتماده للملكة إليزابيث الثانية، التي كانت حديثة العهد في بريطانيا يومئذ، وحافظ على منصبه حتى قطع العلاقات السورية البريطانية سنة 1956 بسبب العدوان الثلاثي على مصر.

## الوفاة
توفي في دمشق عن عمر ناهز 65 عاماً يوم 27 حزيران 1959، وكتب فارس الخوري في يومياته معلقاً: «موت فايز...وا أسفاه.»